# La fiscal de hierro
La fiscal de hierro es una telenovela mexicana producida por 11:11 Films para TV Azteca, bajo la idea original de Andrés López López y Juan Camilo Ferrand. Protagonizada por Iliana Fox, Carlos Ferro y Raúl Méndez, con las participaciones antagónicas de Christian Tappan, Alejandro Camacho, Ruy Senderos y Estefanía Hinojosa y con la actuación estelar de Álvaro Guerrero.

## Elenco
- Iliana Fox - Silvana Durán[3]
- Carlos Ferro - Joaquín Muñoz[3]
- Raúl Méndez - Ernesto Padilla[3]
- Alejandro Camacho - Diego Trujillo[3]
- Ruy Senderos - Argemiro Durán[3]
- Christian Tappan - Francisco Miranda[3]
- María Cristina Lozada - Evelina de Durán
- Estefanía Hinojosa - Candela Miranda
- Álvaro Guerrero - Humberto Zúñiga[3]
- Octavio Hinojosa - Wallace[3]
- Sandra Beltrán - Bárbara de Trujillo
- Alberto Agnesi[3]
- Laura Palma - Violeta[3]
- Jessica Mas - Fabiana[3]
- Eligio Meléndez[3]
- Rodrigo Oviedo - El Potro[3]
- Claudia Lobo - Luz Marina[3]
- Rocío Verdejo - Camila Saldarreaga[3]
- Enrique Singer[3]
- José Carlos Rodríguez - Jorge Guevara[3]
- Cuauhtli Jiménez - Edmundo Cabrera "Mundo"
- Julio Casado[3]
- Fabián Corres - Vicente[3]
- Tania López - Érika Sánchez[3]
- Fabián Peña - Roberto Gutiérrez[3]
- Verónika Pesic
- Néstor Rodulfo